# Wilhermsdorf
Wilhermsdorf là một đô thị thuộc huyện Fürth trong bang Bayern nước Đức. Đô thị Wilhermsdorf có diện tích 26,64 km², dân số thời điểm 31 tháng 12 năm 2006 là 5137 người. Các đô thị giáp ranh:
- Emskirchen
- Langenzenn
- Großhabersdorf
- Dietenhofen
- Neuhof an der Zenn
- Markt Erlbach